# Озерки (Кіквідзенський район)
Озерки (рос. Озерки) — хутір у Кіквідзенському районі Волгоградської області Російської Федерації.
Населення становить 1319  осіб. Входить до складу муніципального утворення Озеркинське сільське поселення.

## Історія
Хутір розташований у межах українського історичного та культурного регіону Жовтий Клин.
Згідно із законом від 10 грудня 2004 року № 967-ОД органом місцевого самоврядування є Озеркинське сільське поселення.

## Населення
| 2010 | 2012  | 2013  |
| ---- | ----- | ----- |
| 589  | ↗1312 | ↗1319 |